# Hackerocryptus dentatus
Hackerocryptus dentatus là một loài tò vò trong họ Ichneumonidae.